# Áes dána (Stand)
Áes dána [ois 'da:na] („Leute mit Fähigkeiten“, „Leute der Kunst“), schottisch-gälisch Aois-dàna, ist der Begriff für einen gesellschaftlichen Stand in der altirischen Gesellschaft, eine Untergruppe der soír, auch sóer (von so-aire = „Gut-Freie“), zu denen auch der Adel und die Druiden zählten. Unter den soír standen die doír (auch dóer, die „Schlecht-Freien“).
Die áes dána umfasste die Berufe der Dichter und Barden (Filid), Seher (Vates), Musiker, Ärzte, Historiker, Schmiede, Wagenmacher und Rechtskundigen, sowie manchmal auch die nichtadligen freien Landbesitzer (aithech fortha). Die Wertschätzung dieser Berufe kann auch in Wales festgestellt werden, wo der Sohn eines Unfreien nur schwer Schmied, Dichter oder Priester werden konnte, das dies mit einer Standeserhöhung verbunden gewesen wäre.
Der inselkeltische Ausdruck *kerda- für die Schmiede wurde im Lauf der Zeit von den Bronze-; Gold- und Kunstschmieden auch auf Medizin, Musik und Poesie ausgeweitet; Holz- und Bauarbeiter wurden als saer bezeichnet. In einem altirischen Gedicht über die Túatha Dé Danann – die manchmal auch als áes dána bezeichnet wurden – ist zu lesen:
déi int áes dána, andéi immorro int áes trebtha („Die Handwerker waren Götter, die Bauern waren Nicht-Götter“)
Die rechtliche und gesellschaftliche Stellung der áes dána wurde in den alten Rechtstexten genau geregelt; wie beispielsweise Bretha Crólige („Die Entscheidungen betreffs Blutvergießen“) oder Lóg n-enech („Ehrenpreis“), wo unter anderem auch der „Wert“, das heißt die im Tötungs- oder Verletzungsfall zu bezahlende Buße festgelegt war.
Ein spätes Detail aus der Zeit der Christianisierung Irlands weist noch einmal auf den unterschiedlichen Wert der Handwerksberufe hin: In einer irischen Version der Heilsgeschichte wird der Vater Jesu von Nazaret, der Zimmermann Josef, zum Schmied gemacht, um ihn gesellschaftlich aufzuwerten.